# Graham Swift
Graham Swift   (Londres, 4 de maig de 1949) és un escriptor britànic. Nascut a Londres (Anglaterra), es va educar al Queens' College de Cambridge i més tard a la Universitat de York. La seva obra ha estat traduïda a més de vint llengües.

## Biografia
Swift és membre de la Royal Society of Literature. Alguns dels seus llibres han estat adaptats al cinema, com Waterland (1992), Shuttlecock (1993), Last Orders (1996) i Mothering Sunday (2021).
Waterland, publicada el 1983 i considerada la seva millor novel·la, està ambientada a Els Fens, una regió pantanosa de l'est d'Anglaterra. És una història on el paisatge, la història i la família són els temes principals. Considerada sovint entre les més apreciades de la literatura britànica posterior a la Segona Guerra Mundial, s'ha convertit en objecte d'estudi en molts cursos de literatura anglesa.
Sobre el realisme màgic que impregna la novel·la, en una entrevista publicada el 1986 a la revista BOMB, Graham Swift declara: “No hi ha dubte que els escriptors anglesos de la meva generació han estat influenciats per autors estrangers que posseeixen, d'una manera o altra, aquesta atracció per la màgia i pel sobrenatural, com Jorge Luis Borges, García Márquez o Günter Grass. En general, crec que ha estat positiu, perquè en aquest país som de mentalitat tancada, desentesos del que passa a l'exterior i culturalment aïllats. Ja és hora que absorbim coses de fora."
La seva novel·la Last Orders va ser co-guanyadora del James Tait Black Memorial Prize de ficció del 1996 i, per la mateixa novel·la, un controvertit guanyador del Premi Booker del 1996, a causa de les moltes similituds de la trama i l'estructura amb As I Lay Dying ("Mentre agonitzo") de William Faulkner.